# Italienische Ochsenzunge
Die Italienische Ochsenzunge (Anchusa azurea, früher auch Anchusa italica) ist eine Pflanzenart aus der Gattung der Ochsenzungen (Anchusa) innerhalb der Familie der Raublattgewächse (Boraginaceae).

## Beschreibung

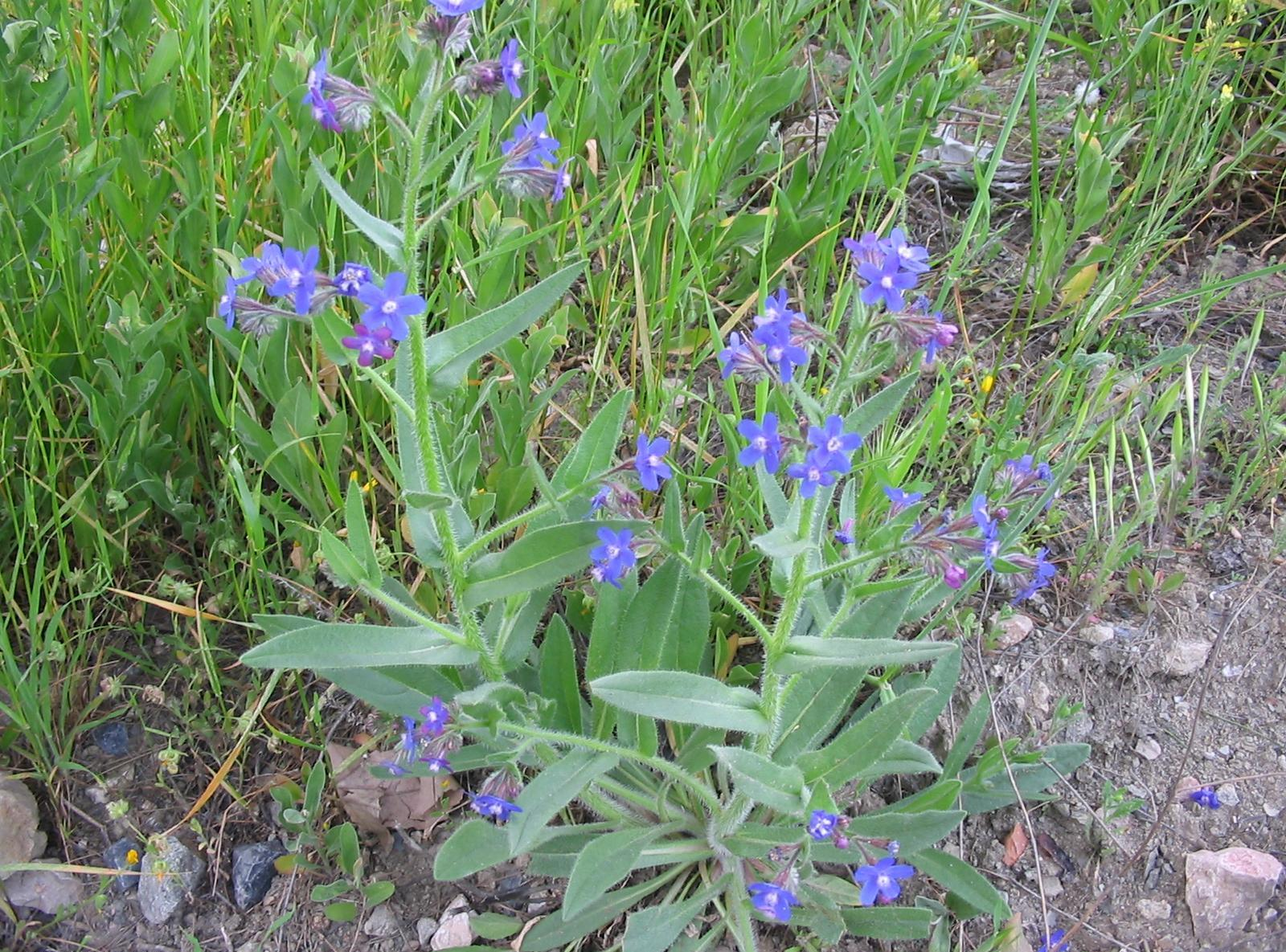
Habitus, Laubblätter und Blüten

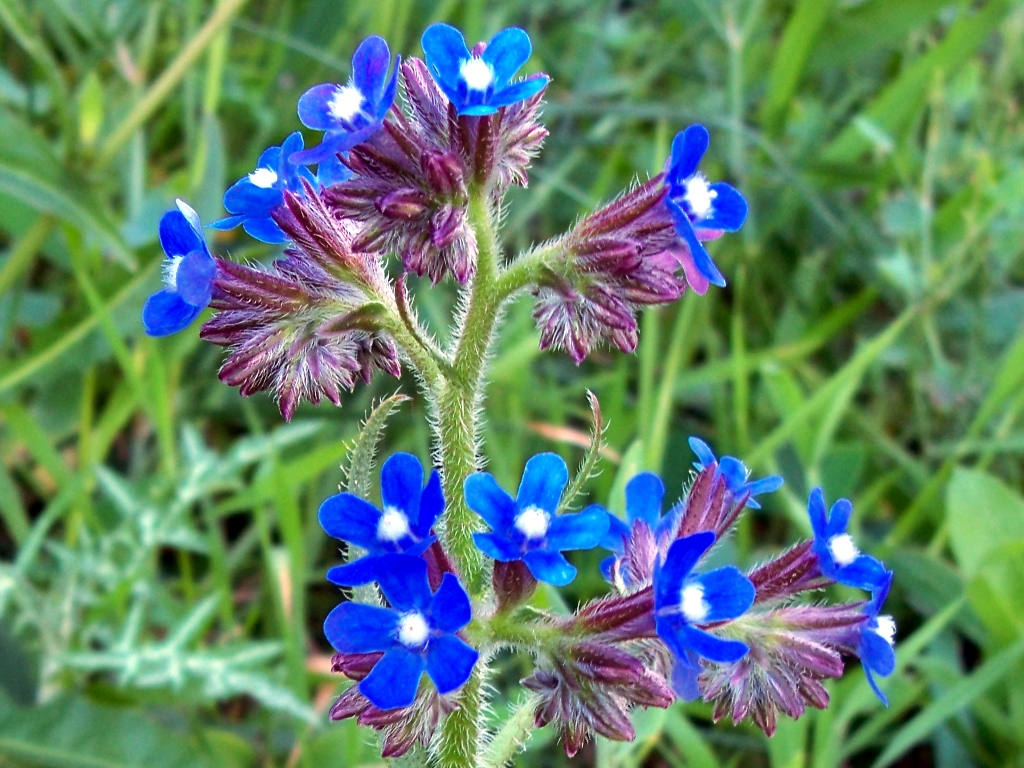
Blütenstand, gut zu erkennen ist das Indument

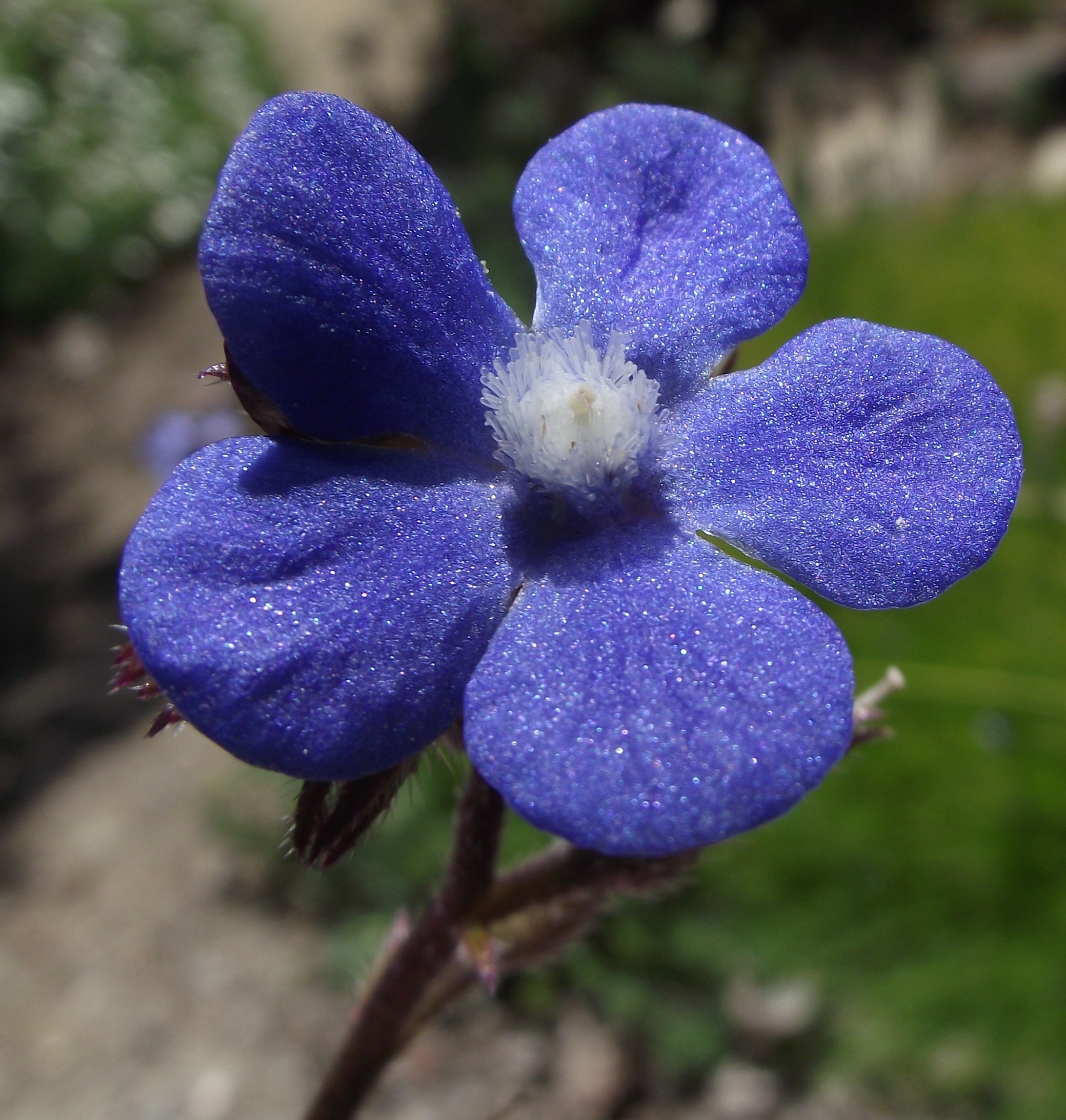
Radiärsymmetrische, fünfzählige Blüte im Detail

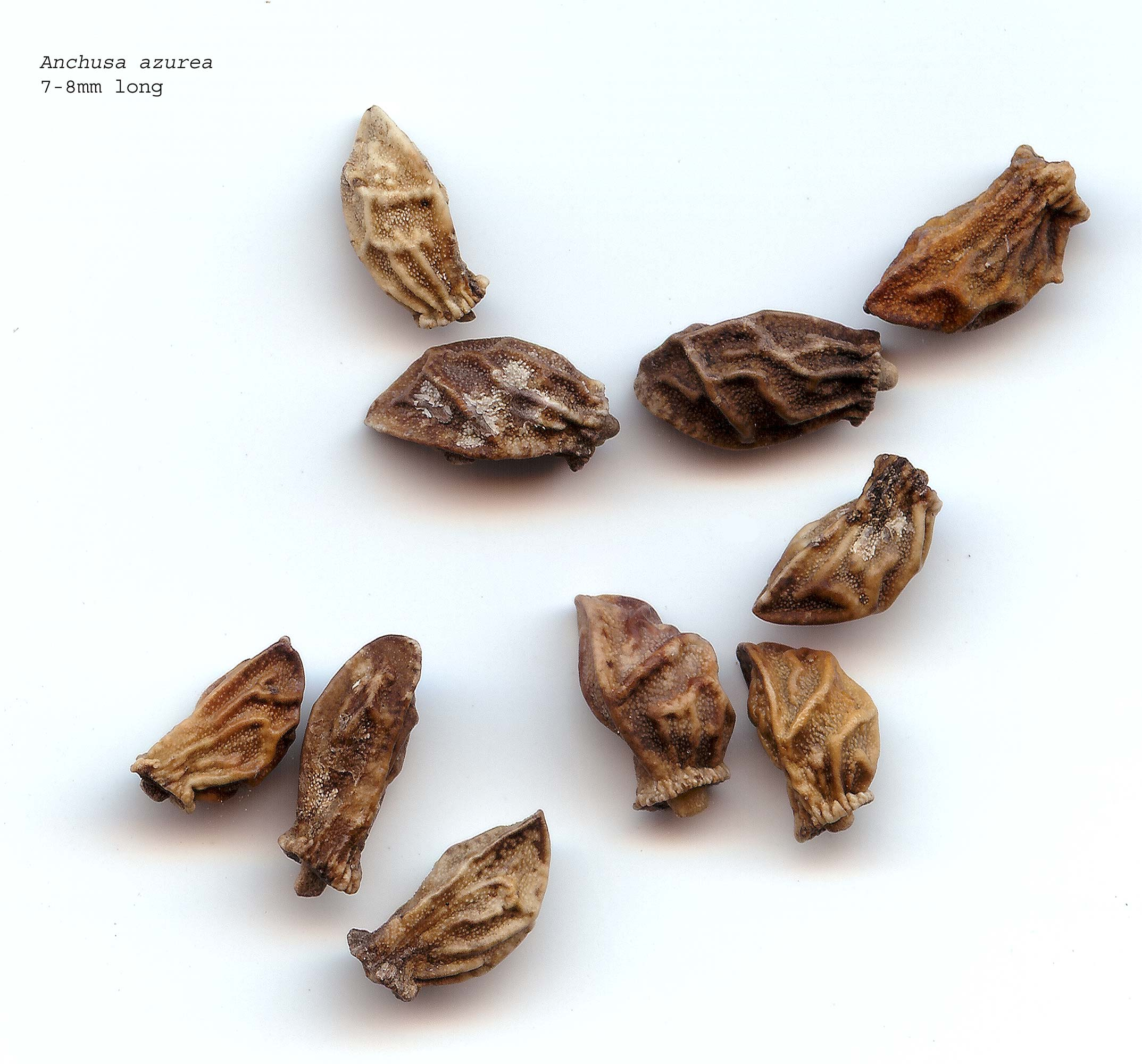
Klausen

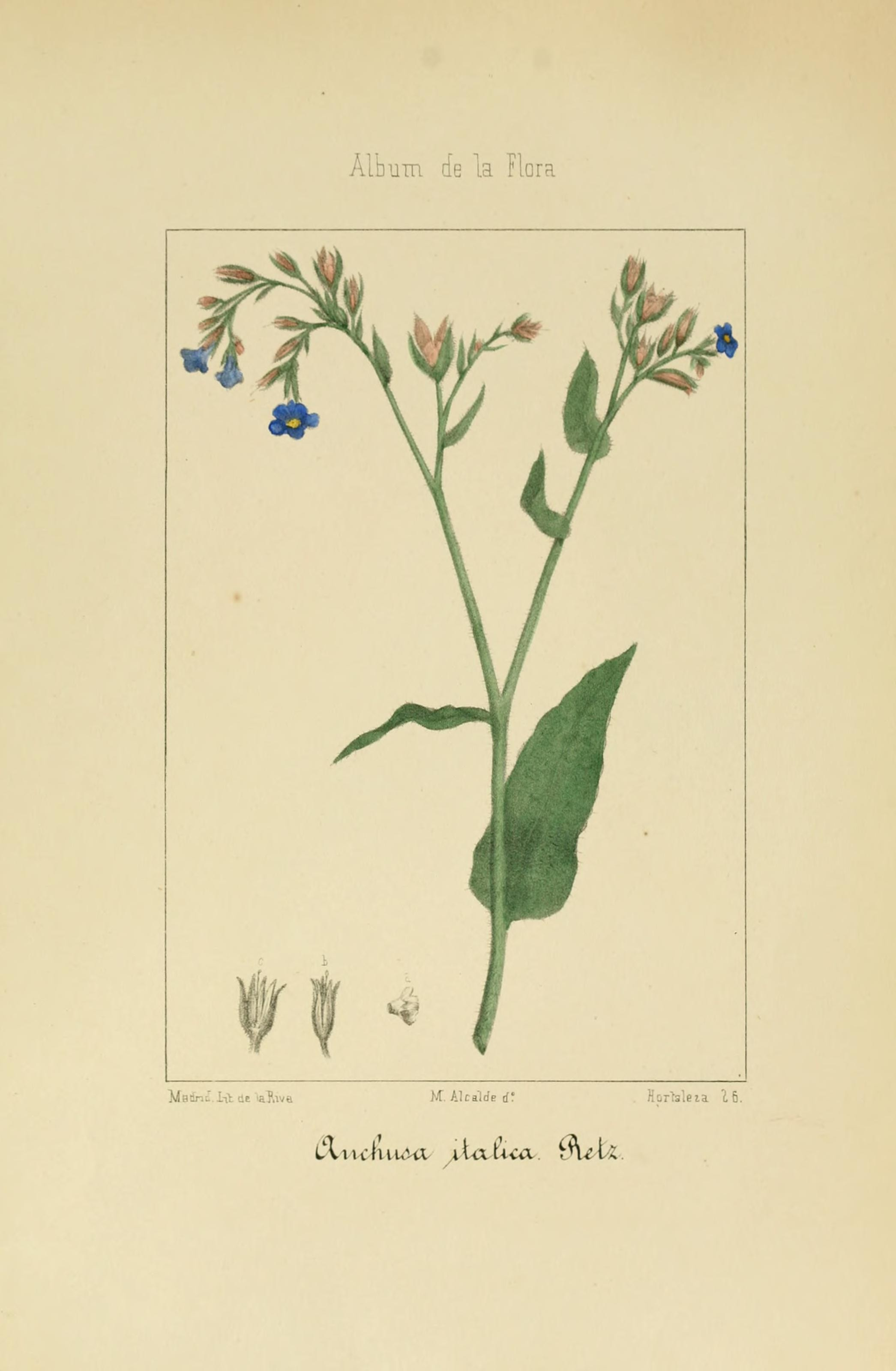
Illustration

### Vegetative Merkmale
Die Italienische Ochsenzunge wächst als ausdauernde krautige Pflanze und erreicht Wuchshöhen 30 bis 80, selten bis zu 150 Zentimetern. Der graue, steif aufrechte, oben stark verzweigte und stielrunde Stängel ist abstehend behaart (Trichome). 
Die weißen Trichome sitzen auf Knötchen. Die Stängelblätter sind nicht oder kaum gestielt und sind lanzettlich. Die unteren Laubblätter sind etwa 10 bis 20 Zentimeter lang und 1,5 bis 3,5 Zentimeter breit.

### Generative Merkmale
Die Blütezeit reicht von Mai bis September. Die gestielten Blüten stehen in großen Doppelwickeln zusammen.
Die zwittrigen Blüten sind radiärsymmetrisch und fünfzählig mit doppelter Blütenhülle. Die fünf 6 bis 10 Millimetern langen Kelchblätter sind nur an ihrer Basis verwachsen und bis zur Fruchtzeit verlängern sie sich auf bis zu 18 Millimetern. Sie sind rau behaart. Die fünf lebhaft himmelblauen Kronblätter bilden eine Blütenkrone mit Durchmessern von 8 bis, meist 10 bis 15 Millimetern. Die Kronzipfel sind vorn kreisrund und flach ausgebreitet. Die Schlundschuppen sind länglich und bärtig behaart. 
Die Klausenfrucht zerfällt in vier 6 bis 10 Millimetern lange Teilfrüchte. Sie sind 6 bis 7 Millimeter lang, hellbraun, wulstig und dicht warzig.
Die Chromosomenzahl beträgt 2n = 32.

## Vorkommen
Die Italienische Ochsenzunge (wie die Gemeine Ochsenzunge früher lateinisch buglossa genannt) kommt ursprünglich in Makaronesien, im nördlichen Afrika, in Süd-, Mittel- und Osteuropa, in West- und Zentralasien, in Pakistan und im Kaukasusraum weitverbreitet und ist in Nordamerika und in Südafrika ein Neophyt. Das hauptsächliche Verbreitungsgebiet der Italienischen Ochsenzunge ist der Mittelmeerraum. In Mitteleuropa wird sie gelegentlich als Zierpflanze angebaut, und sie ist örtlich, aber meist nicht beständig aus der Kultur verwildert. Die Italienische Ochsenzunge kommt im Elsass, im Tessin, in Graubünden und in Österreich vor. In Deutschland kommt die Italienische Ochsenzunge in Baden-Württemberg, Rheinland-Pfalz, Hessen, Mittelthüringen, nordwestlichen Sachsen, Sachsen-Anhalt, Niedersachsen und in Mecklenburg-Vorpommern vor.
Die Italienische Ochsenzunge gedeiht am besten auf trockenen, nicht unbedingt kalkfreien, aber stickstoffreichen, lockeren Böden in klimabegünstigten Lagen.

## Taxonomie
Die Erstveröffentlichung von Anchusa azurea erfolgte 1768 durch den englischen Gärtner Philip Miller (1691–1771) in The Gardeners Dictionary, 8. Auflage, Anchusa no. 9. Das Artepitheton azurea bezieht sich auf die blauen Kronblätter. Synonyme für Anchusa azurea Mill. sind: Anchusa italica Retz., Buglossum italicum (Retz.) Tausch, Anchusa biceps Vest, Anchusa macrocarpa Boiss. & Hohen., Anchusa macrophylla Lam., Anchusa paniculata Aiton, Buglossum vulgare Tausch. 

## Giftigkeit
Die Italienische Ochsenzunge enthält Pyrrolizidinalkaloide, die in Überdosis ein Lebergift darstellen und das Erbgut schädigen.